# Máncora
Máncora è un villaggio di pescatori, rinomata località balneare, nella regione di Piura, nel nordovest del Perù. Fa parte della provincia di Talara ed è capoluogo del distretto omonimo. Nel 1999 contava 8 852 abitanti.
La cittadina si sviluppa ai lati della strada Panamericana, la quale è quindi la strada principale di Máncora. L'area è nota per le sue attraenti spiagge e per le onde, ottimali per praticare il surf. Le acque dell'Oceano Pacifico in questa zona hanno una temperatura che si aggira intorno ai 24 °C e il clima è di tipo tropicale secco, questo grazie alla corrente di Humboldt e alla corrente causata da El Niño.
Máncora si caratterizza per le sue spiagge di colore beige chiaro, le sue acque cristalline di colore verde-azzurro (estate) o turchesi (in inverno).
L'estate va da dicembre ad aprile ed è molto calda, la pioggia è frequente durante la notte e le temperature possono raggiungere i 38 °C. Nelle rimanenti stagioni il clima è secco e le giornate sono assolate, ma mitigate da una brezza fresca. La temperatura durante l'inverno e la primavera non scende mai sotto i 25 °C il giorno ed è solitamente sui 20 °C, mentre le temperature notturne si aggirano attorno ai 17 °C.
Sulle sue spiagge sono presenti più di trenta differenti strutture ricettive, che accolgono turisti da tutto il Sudamerica. Non è inusuale vedere targhe automobilistiche argentine o cilene, così come colombiane. Nel 2005 i turisti che hanno visitato Máncora sono stati 340 000. Máncora può essere raggiunta tramite Bus da Lima o dai vicini aeroporti di Talara, Tumbes e Piura.